# Esperienza e educazione
Esperienza e educazione (titolo originale Experience and Education) è un’opera del pedagogista e filosofo statunitense John Dewey, pubblicata per la prima volta nel 1938.

## Contenuto
Nel volume, Dewey ripensa la funzione della logica come teoria dell’indagine, che viene richiamata al centro della pedagogia progressiva. Essa deve essere valorizzata nell'aspetto cognitivo. 
Dal rapporto tra continuità e interazione emerge il significato educativo di una esperienza. Si deve esercitare un controllo sociale attraverso il lavoro e la vita di comunità, in modo che venga potenziata l’esperienza nella scuola e portata a compimento nel suo valore collettivo. 
L’esperienza si fa criterio guida dell’educazione affrontata col metodo dell’indagine come curricolo organizzato secondo un modello di pedagogia progressiva.

## Edizioni
- John Dewey, Esperienza e educazione, La Nuova Italia, 1949